# サッポロスターライトドーム
サッポロスターライトドーム（Sapporo Starlight Dome）は、北海道札幌市手稲区手稲本町にある、プラネタリウムおよび投影機製造、アニメーション制作会社である。

## 概要
光学機器販売、オリジナル天体写真用品製造会社として設立され、現在はプラネタリウム運営やアニメーション制作も手掛ける。
プラネタリウム「サッポロスターライトドーム」は、北海道で唯一の民営プラネタリウムである。

### プラネタリウム館
- 投影機 - MS-SAKUBOUGETU（コニカミノルタプラネタリウム製）[1]、ULTRA WIDE VISION（自社製）
- ドーム径 - 15m
- 席数 - 160席

## 沿革
- 1985年（昭和60年） - 光学機器販売、オリジナル天体写真用品製造を主として会社設立。
- 1995年（平成7年） - マルチメディアソフトウェア事業を展開。
- 1999年（平成11年）6月 - サッポロスターライトドーム開館。
- 2006年（平成18年） - デジタル全天周投影機「ULTRA WIDE VISION」開発、販売開始。

## 製品

### 全天周映写機
ULTRA WIDE VISION（ウルトラワイドビジョン）
簡易型全天周ビデオ投影機。プラネタリウムソフトの利用により、デジタルプラネタリウムが安価に導入可能。
小樽市総合博物館、帯広市児童会館で導入されている。

### アニメーション
スターライトアニメプロダクション
星座解説、ギリシア神話アニメーションを中心に配給。企画から原画、動画、編集、アフレコ、ビデオ制作までの一貫制作。

## 交通機関

### 鉄道
- JR北海道函館本線手稲駅から徒歩5分。

### 路線バス
- ジェイ・アール北海道バス「手稲駅通停留所」から徒歩1分。

### 自家用車
- 札樽自動車道手稲インターチェンジから3分。

## 登場作品
- 君に届け - デート場所として登場。